# 9685 Korteweg
9685 Korteweg eller 4247 P-L är en asteroid i huvudbältet som upptäcktes den 24 september 1960 av den nederländsk-amerikanske astronomen Tom Gehrels och det nederländska astronomparet Ingrid van Houten-Groeneveld och Cornelis Johannes van Houten vid Palomarobservatoriet. Den är uppkallad efter matematikern Diederik Korteweg.
Den tillhör asteroidgruppen Nysa.